# The Haçienda

Fac 51 Haçienda, plus communément appelé The Haçienda, est un ancien nightclub de Manchester au Royaume-Uni. Inauguré entre autres par Tony Wilson en mai 1982, le club doit fermer en 1997 après le décès d'une jeune raveuse, des suites d'une overdose.
L'Haçienda est également l'épicentre du mouvement musical Madchester.

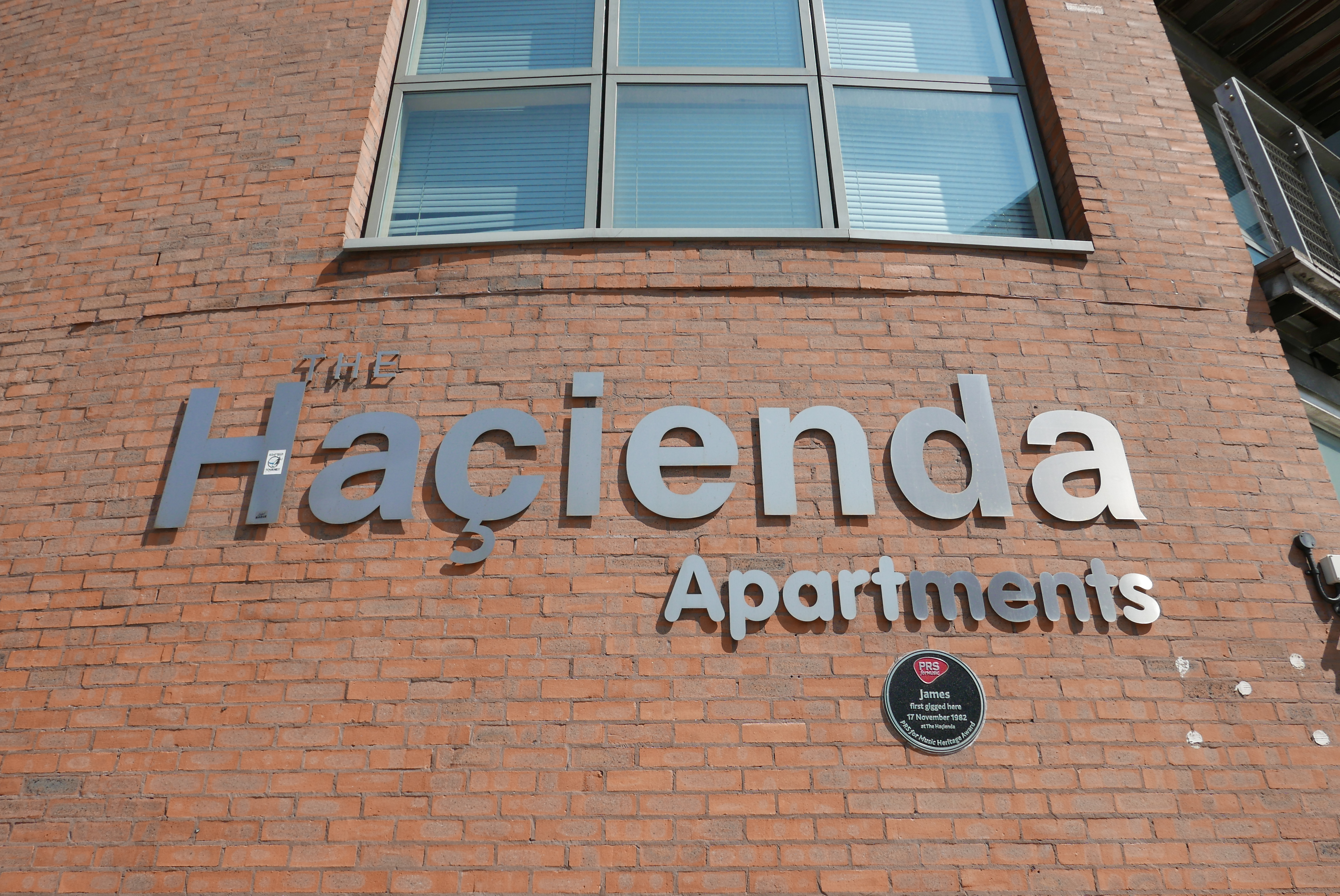
Le nouveau bâtiment remplaçant celui démoli de l'Haçienda a gardé le même nom.

Conçu comme un espace ouvert et transversal par les designers Ben Kelly et Peter Saville, le club proposait également des cafés, des expositions, projection de films, conférences, défilés de mode, un coiffeur.

## Histoire
Financé par Tony Wilson, avec lequel sont associés Alan Erasmus, Rob Gretton et Peter Saville, au sein du label Factory Records, officiellement comme étant la référence no 51 du catalogue, le club ouvre ses portes le 21 mai 1982 dans un grand entrepôt pour bateaux, 15 Whitworth Street. La transformation du lieu, esthétique postindustrielle réalisée par l'architecte Ben Kelly et le graphiste Peter Saville, est financée par les bénéfices récoltés grâce aux ventes du groupe New Order. 
Avec un look proche du mouvement techno qui va évoluer au cours des années, tout le monde peut y venir, la sélection à l'entrée étant inexistante. Y compris les dealers : le club ferme le 28 juin 1997, quelques jours après le décès d'une jeune fille de 21 ans après l'ingestion de deux cachets d'extasy, qui entraîne la suspension de la licence par les autorités de police. Le bâtiment est démoli en 2002 et remplacé par un immeuble de standing. Une quinzaine d'années plus tard, le site du club est classé par l'Historic England.

### Influence sur la scène musicale
Le club est connu pour avoir été l'un des premiers à diffuser au Royaume-Uni de la musique électronique (notamment la techno de Détroit et l'acid house de Chicago) après l'abandon du son new wave de ses débuts. 
Le club a donc permis l'émergence de la house music en Europe, mais aussi de groupes comme les Stone Roses, archétype du mouvement Madchester, les Happy Mondays, New Order bien sur, ou les Inspiral Carpets et favorisé la rencontre et la collaboration entre musiciens et plasticiens nourris des avant-gardes artistiques. Madonna y fait ses débuts, enregistrant deux titres en play-back lors de l'émission The Tube.
C'est aussi dans ce club qu'a débuté Laurent Garnier, sous le nom de DJ Pedro, et où les Chemical Brothers se produisaient régulièrement à leurs débuts. Dave Haslam, Mike Pickering, futur maître d'œuvre du groupe M People, étaient les autres membres du club.

### Un projet porté par des choix radicaux
La fondation de ce club se veut d'abord une réponse à la création de la Danceteria (en) refondée à New York au début de l'année 1982 sur la 21e Rue et qui s'étendait sur plusieurs dancefloors, formule assez originale à l'époque. Elle est également un prolongement du premier club de Tony Wilson, appelé Factory.
Le nom du club est choisi en référence à un texte situationniste sur l'urbanisme, écrit par Ivan Chtcheglov (dit Gilles Ivain), Formulaire pour un urbanisme nouveau et typographié ainsi car le « çi » ressemble au 51.

« Nous nous proposons d’inventer de nouveaux décors mouvants »

— Ivan Chtcheglov, Formulaire pour un urbanisme nouveau, 1952-1953
En 1996, le club organise une conférence sous la direction de Andrew Hussey et Gavin Bowd, sur Guy Debord, fondateur de l'Internationale situationniste.
Le film 24 Hour Party People, réalisé par le britannique Michael Winterbottom et sorti en 2002, retrace l'histoire de l'Haçienda.
Du 21 mai au 16 octobre 2016, le MRAC de Sérignan a présenté l'œuvre de Bruno Peinado Il faut reconstruire l'Haçienda inspirée du manifeste situationniste d'Ivan Chtcheglov et de la boîte de nuit mythique de Manchester. Il a réalisé une réplique du dancefloor de The Haçienda et invité artistes et musiciens à l'investir recréant l'esprit d'un espace avant-gardiste et rassembleur.

### Vidéographie
- 24 Hour Party People, film britannique réalisé en 2002 par Michael Winterbottom.
- [vidéo] Welcome to the 90s (1/4), de Frank  Ilgener, de ZDF, 2014, 53 min [présentation en ligne]. Documentaire diffusé sur Arte le 26 juillet 2014.